# Clyfford Still
Pour les articles homonymes, voir Still.
Clyfford Elmer Still est un peintre américain du milieu du XXe siècle. Il est l'un des fondateurs de l'expressionnisme abstrait aux États-Unis. Il est né le 30 novembre 1904 à Grandin, dans le Dakota du Nord, et mort le 23 juin 1980 à New York. Un musée lui est consacré à Denver (Colorado) depuis 2011.

## Biographie et œuvre
Clyfford Still appartient au petit groupe originel de l'Expressionnisme abstrait avec Jackson Pollock, Willem de Kooning, Mark Rothko, Barnett Newman, Franz Kline, Philip Guston, Arshile Gorky, Robert Motherwell et Adolph Gottlieb. Il était proche de Pollock au sein de la première génération de l'Expressionnisme abstrait, et avait développé très tôt une nouvelle approche, par l'abstraction, de la peinture et ce dès 1944, avec de grands formats (dont 1944-N No 2, aussi connue sous le titre Red Flash on Black Field (Éclair rouge sur champ noir), huile sur toile, 264,8 × 221,6 cm, MoMA, The Sidney and Harriet Janis Collection, 1967). Tout au long de sa vie il n'a que rarement exposé et peu vendu sa peinture.
Still est né en 1904 à Grandin, dans le Dakota du Nord et a passé son enfance dans le nord-ouest des États-Unis, à Spokane, Washington D.C. et Bow Island, dans le sud de l’Alberta, au Canada. En 1925, il visita New York et étudia brièvement à la Art Students League. Il a fréquenté l'Université de Spokane de 1926 à 1927 et y est retourné en 1931 avec une bourse, obtenant son diplôme en 1933. Il enseigne ensuite la peinture jusqu’en 1941 au Washington State College (maintenant Washington State University), où il obtient le diplôme de Master of Fine Arts en 1935.
Il passe les étés de 1934 et 1935 à la Fondation Trask (maintenant Yaddo) à Saratoga Springs (New York). En 1937, avec son collègue de Washington, Worth Griffin, Still co-fonde la colonie d'art Nespelem, qui a produit des centaines de portraits et de paysages représentant la vie amérindienne de Colville Indian Reservation (État de Washington) au cours des quatre étés 1937 - 40. Dans un style documentaire il remarque les couleurs des vêtements des indiens, et réalise des études plus libres dans une palette dont il se souviendra pendant plusieurs années, comme par exemple Untitled (Indian Houses, Nespelem) en 1936. 
En 1941, il déménage dans la région de San Francisco où il travaille dans plusieurs industries de guerre tout en poursuivant sa peinture. Il donne sa première exposition personnelle au Musée d'art de San Francisco (aujourd'hui Musée d'art moderne de San Francisco) en 1943. 
Puis il déménage de nouveau et enseigne au Richmond Professional Institute (RPI), maintenant Virginia Commonwealth University, de 1943 à 1945. Puis déménage de nouveau pour vivre à New York City.
En 1944, il réalise deux toiles qui présentent de grandes similitudes formelles, 1944-N No 1 et 1944-N No 2 : grands formats (pour le premier 266 × 233 cm), abstraction, et au couteau à palette dans un empâtement épais qui crée une texture irrégulière : grands effets de peinture noire; lignes de couleur « déchiquetées », « crevasses », « blessures », « fissures dentelées » selon les termes souvent employés pour les évoquer. Ces toiles sont en rupture avec toutes ses peintures précédentes par leur format et par leur caractère abstrait. Elles ont aussi tous les traits dominants de la peinture de Still, par la suite.
Ce faisant, il prétend supprimer toute imagerie reconnaissable: «Je ne peins que moi-même, pas la nature», dira-t-il. En fait, il a voulu effacer tout lien avec la tradition européenne de la peinture. «Le pigment sur la toile, écrit-il, a une manière d’inviter à des réactions conventionnelles... Derrière ces réactions, il y a un corpus d'histoire mûri en dogme, autorité, tradition. Je méprise l'hégémonie totalitaire de cette tradition, je rejette ses présomptions. »
1946 : Mark Rothko, que Still avait rencontré en Californie en 1943, le présente à Peggy Guggenheim, qui permet à Still de donner une exposition personnelle dans sa galerie, The Art of This Century Gallery (en), au début de 1946. L'année suivante, Peggy Guggenheim ferme sa galerie et Still, avec Rothko et d'autres expressionnistes abstraits, rejoint la galerie de Betty Parsons. Après trois expositions (1947, 1950, 1951), il retourne à San Francisco, où il devient professeur à la California School of Fine Arts (maintenant San Francisco Art Institute). Il y enseignera de 1946 à 1950. Il donne une exposition au California Palace of the Legion of Honor, San Francisco (1947). En 48, avec Rothko, il pose les bases de ce qui deviendra l'académie Subjects of the Artist, un lieu de réflexion collective et un club d'artistes qui invite des intervenants à des exposés qui sont discutés et débattus. 
Années 1950 : De retour à New York en 1950, il y reste la plus grande partie de la décennie. On est alors à l'apogée de l'expressionnisme abstrait, mais il évite toute association avec l'École de New York. C'est en effet à cette époque qu'il devient de plus en plus critique envers le monde de l'art. Il fait, d'ailleurs, partie du groupe des « irascibles » (quasiment tous expressionnistes abstraits) qui protestent en 1950 (au cours d'une réunion à Subjects of the Artist) contre le mépris dont ils sont l'objet de la part du Metropolitan Museum of Art. En effet le musée prépare sa première exposition de l'art américain avec un jury qui affiche son dédain pour l'abstraction américaine. La photo des « irascibles », publiée plus tard dans Life les rendra universellement célèbres en assurant la publicité de l'Expressionnisme abstrait. À cette époque, Still insiste sur le caractère unique de son propre travail au sein du groupe, il marque d'ailleurs du mépris pour certains de ses collègues, et finalement ses exigences croissantes de reconnaissance le font exclure du milieu de l’art à New York. Au début des années 1950, Still rompt ses liens avec les galeries commerciales. Une rétrospective de Still aura néanmoins lieu à la Albright-Knox Art Gallery, à Buffalo (New York) en 1959.
1961 : il s'installe dans une ferme de 9 hectares près de Westminster (Maryland), se retirant du monde de l'art pour travailler dans la solitude. Il se sert d’une grange comme atelier, sur la propriété, pendant les mois les plus chauds. En 1966, Still et sa seconde épouse achètent une maison de 400 mètres carrés au 312 Church Street à New Windsor (Maryland), à 13 km de leur ferme, où il vivra jusqu'à sa mort.
Dans les années 1960 il donnera deux expositions en solo (Institute of Contemporary Art, University of Pennsylvania, Philadelphie (1963), et Marlborough-Gerson Gallery, New York (1969–70)). En 1972 il reçoit le prix Award of Merit for Painting de l'Académie américaine des arts et des lettres dont il devient membre , puis la médaille Skowhegan Medal for Painting en 1975. Toujours en 1975 un ensemble de ses peintures est exposé de manière permanente au Musée d'art moderne de San Francisco. Il donne enfin une exposition au Metropolitan Museum of Art en 1980.

## Peintures
Parmi les premières peintures expressionnistes abstraites, July 1945-R de 1945 (un temps appelée Quicksilver [Éclair]) évoque précisément un éclair, ligne erratique verticale blanche sur fond obscur ou noir. Or, il parle dans une lettre de 1950, d'un éclair qui aurait provoqué en lui une « révélation », sans que l'on puisse savoir de quel type fut cette révélation.
Toujours considéré comme l’un des peintres les plus en vue dans le mouvement du Color Field painting, ses peintures non-figuratives sont aussi non-objectives et concernent en grande partie la juxtaposition de différentes couleurs et surfaces en diverses configurations. Contrairement à Mark Rothko ou Barnett Newman, qui ont organisé leurs couleurs de manière relativement simple (Rothko sous la forme de rectangles nébuleux, Newman en lignes fines sur de vastes champs de couleur en aplats), les arrangements de Still sont moins réguliers. Ses éclats de couleur déchiquetés donnent l'impression qu'une couche de couleur a été "déchirée" du tableau, révélant les couleurs en dessous. Un autre point de divergence avec Newman et Rothko est la manière dont la peinture est posée sur la toile ; Tandis que Rothko et Newman utilisent des couleurs assez plates et de la peinture relativement fine, Still utilise des empâtements épais, produisant une grande variété d'épaisseurs subtiles et des nuances qui brillent, qui captent la lumière réelle. En 1947, il avait commencé à travailler dans le grand format qu'il allait augmenter et ajuster tout au long de sa carrière - un champ de couleurs, de grand format, appliqué avec des couteaux à palette, qui vont créer des effets de lumière et de matière texturée.
Par ces effets de matière, avec une forte proportion d'huile ou avec une matière au grain sec très visible, Still crée avec ses couteaux à palette des surfaces "tectoniques" qui, parfois, captent la lumière, et ailleurs l'absorbent totalement, comme des trous noirs.
À la différence de la plupart des plasticiens de l’époque, Still broie et prépare ses propres pigments, avec lesquels il crée des couleurs particulières qu’il applique à ses immenses toiles.
Le musée de Denver qui lui est entièrement consacré a permis de mettre en évidence certains aspects du processus de création, par une étude comparatives de variantes, ou répliques de plus de 50 peintures. Ainsi il apparait que cette œuvre peut être vue comme une "peinture gestuelle", puisque les gestes de l'artiste sont parfaitement visibles en regardant la peinture, et avec une très grande force ne serait-ce qu'en raison de la taille des applications de peinture au couteau à palette. Par contre, les comparaisons évoquent une démarche progressive et non un surgissement totalement spontané, immédiat. S'il n'y a que quelques toiles qui ont fait l'objet d'une totale ré-invention, dans la plupart des cas ce sont des changements plus subtils ; un changement dans le médium, une autre méthode d'application de la peinture, ou une autre texture, ou encore c'est le jeu de la lumière sur la surface de la peinture qui n'est plus le même, en manipulant les propriétés réfléchissantes de la peinture. On constate ainsi de nombreux ajustements, sur des formats sensiblement différents, avec une volonté de surpasser, dans la peinture suivante ce qui avait été construit dans la première version : « Bien que les quelques répliques que je réalise soient généralement proches de l’original ou un prolongement, chacune a sa vie propre et n’est pas une copie. Le travail actuel a clarifié certains facteurs et, paradoxalement dans ce cas, est plus proche de mon concept originel que le premier, qui porte les marques des forces qui se sont affrontées [lors de la réalisation]. »

## Citations
« I paint only myself, not nature. »
« Je ne peins que moi-même, pas la nature. »
« My painting is a life statement, not an autobiography. »
« Ma peinture est une déclaration de vie, pas une autobiographie. »
« These are not paintings in the usual sense, they are life and death, merging in fearful union. »
« [en parlant de ses peintures] Ce ne sont pas des peintures au sens habituel, elles sont la vie et la mort, fusionnant dans une union effrayante. »
« My paintings have no titles because I do not wish them to be considered illustrations or pictorial puzzles. If properly made visible they speak for themselves. »
« Mes tableaux n’ont pas de titres car je ne souhaite pas qu’ils soient considérés comme des illustrations ou des puzzles picturaux. S'ils sont correctement vus, ils parlent d'eux-mêmes. »
« We are now committed to an unqualified act, not illustrating outworn myths or contemporary alibis. One must accept total responsibility for what he executes. And the measure of his greatness will be in the depth of his insight and his courage in realizing his own vision. »
« Nous nous engageons désormais pour un acte sans réserve, qui n'illustre pas les mythes usés ou les alibis contemporains. Il nous faut assumer l’entière responsabilité de ce que nous faisons. Et la part de grandeur résidera dans la profondeur de notre perspicacité et dans le courage avec lequel nous réaliserons notre propre vision. »

## Quelques œuvres
- 1944-N No 2, (aussi connue sous le titre Red Flash on Black Field), huile sur toile, 1944, 264,8 × 221,6 cm, MoMA[2]
- July 1945-R, (un temps appelé Quicksilver [Éclair])[22]
- 1948-C, huile sur toile, 1948, 205,4 × 179,7 cm. Hirshhorn Museum and Sculpture Garden[23]
- 1949-A No 1, huile sur toile, 1949, 236,2 × 200,7 cm, collection privée[24]. À comparer avec 1949-A No 2, 203,2 × 174 cm. Adriana and Robert Mnuchin[25] :
- 1951-T No 3 (Painting, 1951), huile sur toile, 1951, 238,8 × 208,3 cm. MoMA[26]
- Untitled, huile sur toile, 1953, 235,9 × 174 cm, Tate Modern[27]
- PH-245 (1956-D), huile sur toile, 291,16 × 406,73 cm, SFMOMA[28]
- 1957-J No 1, huile sur toile, 1957, 288,3 × 372,1 cm, Anderson Collection at Stanford University[29]
- PH-174, huile sur toile, 1960, 287,3 × 155,9 cm, SFMOMA[30]
- Untilted, huile sur toile, 1964, 273,5 x 236 cm, musée Guggenheim de Bilbao[31]
- PH-795, 1971, huile sur toile, 238,13 cm x 393,7 cm x 5,72 cm, SFMOMA[32]

## Still et Pollock
La proximité entre Pollock et Still a été étudiée par David Anfam. Still a découvert la toile de Pollock The Moon Woman (1942) lors de l'exposition à la galerie de Peggy Guggenheim The Art of This Century (en), en novembre 43. Et trois toiles de Still en seraient des « méditations », dont PH-242, de 1943-44,. Cette amitié se manifeste particulièrement en 1943, tandis que Pollock réalise Mural, pour Peggy Guggenheim, dans un couloir de son appartement. L'immense toile, par son espace et son horreur vacui semble, en effet évoquer l'Ouest américain, si l'on prend en compte une phrase de Pollock de 1944. L'amitié entre Still et Pollock perdurera jusqu'en 1955, même si le caractère irascible de Still a connu un pic particulièrement aigu dans les années 1950.
Tous deux avaient cette idée que la peinture est avant tout l'œuvre d'un « homme ». Évoquant avec un plaisir manifeste la dernière exposition de Pollock à la galerie Sidney Janis, en 1955, il envoie un petit mot à Pollock qui contient cette phrase « It was that here a man had been at work, at the profondes work a man can do, facing up to what he is and aspires to » (C’est ici qu’un homme a été au travail, au plus profond du travail qu'un homme puisse faire, vis-à-vis de ce qu’il est et de à ce qu'il aspire à être). Et réciproquement Pollock dit en 1955 « Still makes the rest of us look academic » (Il nous fait paraître académique). Ailleurs Pollock affirme que « tous les deux ( Still et lui, dans certaines versions "tous les trois" - avec Rothko), ils ont changé la nature de la peinture ». Selon David Anfam, la peinture The Deep (La Profondeur), de 1953 (Centre Georges Pompidou) serait, « unmistakable » (sans la moindre erreur possible), un hommage à Still.
Alors que Still n'a jamais accepté de partager une salle d'exposition avec d'autres, neuf mois avant l'ouverture de sa grande rétrospective au Metropolitan Museum de 1979, il a choisi d'accrocher son immense tableau PH-929 (1974) à côté de Automn Rythmn de Pollock (1950).

## Selon les critiques
Les critiques ont salué la matérialité pure de sa peinture, la présence monumentale et dynamique, l'esprit sublime de ses images abstraites. Son attitude vis-à-vis de ses pairs et de la peinture a été jugée provocatrice et intransigeante, tout comme celle de David Smith, d'ailleurs un ami de Still et de Pollock.
David Anfam, spécialiste de l'Expressionnisme abstrait, a eu ces mots : « His work has a visceral impact, the paintings stare back at me and the viewer. I don’t know many other artists who induce quite the same kind of electric charge – a true frisson. Yet it’s not just this kind of high voltage drama that grabs me, what I also find remarkable is that Still managed to combine this intensity with a rare degree of subtlety and delicacy. » (Son travail produit un choc viscéral, les peintures me dévisagent et dévisagent tout spectateur. Je ne connais pas beaucoup d’autres artistes qui induisent le même type de décharge électrique - un vrai frisson. Pourtant, ce n’est pas seulement ce genre de drame à haute tension qui m’attire, mais ce que je trouve également remarquable, c’est que Still a réussi à combiner cette intensité avec de la subtilité et de la délicatesse, à un degré rarement atteint.)

## Musée Clyfford Still
Un musée qui lui est entièrement consacré a ouvert ses portes à Denver en novembre 2011, rassemblant les 94% de sa production, non vendue et non exposée, qui avait été retirée de l'espace public pendant 30 ans, soit 825 peintures et 1 575 œuvres sur papier. C'est lui-même et sa femme Patricia qui ont conçu l'idée d'un musée qui lui serait entièrement consacré. Suivant la volonté de l'artiste, la totalité du don est conservée au même endroit, dans une ville et non dans un musée, et aucune attraction ne vient perturber le rapport à l'œuvre, ni cafétéria, ni librairie.